# Florian Lejeune
Florian Lejeune (Parijs, 20 mei 1991) is een Frans voetballer die doorgaans als centrale verdediger speelt. Hij tekende in 2023 een contract tot bij Rayo Vallecano, dat hem overnam van Deportivo Alavés.

## Clubcarrière
Villarreal nam Lejeune in 2011 over van Istres. Bij Villarreal speelde hij vooral in het tweede elftal, dat tijdens het seizoen 2011/12 in de Segunda División uitkwam. Gedurende het seizoen 2013/14 werd de centrumverdediger verhuurd aan Stade Brestois. In 2014 maakte hij transfervrij de overstap naar Girona. Op 24 augustus 2014 debuteerde hij voor zijn nieuwe club tegen Racing Santander. Eén jaar na zijn komst werd Lejeune verkocht aan Manchester City, dat hem onmiddellijk terug verhuurde aan Girona.

## Interlandcarrière
Lejeune maakte één doelpunt in zeven interlands voor Frankrijk –20.